# Karmakanic
Karmakanic — шведская прогрессив/симфоник-рок-группа из Мальмё, Швеция, основанная в 2002 году как сайд-проект басиста и клавишника Йонаса Рейнгольда, известного по коллективу The Flower Kings. Для их музыки характерны резкие динамические контрасты, внезапные полные остановки, сложные ритмы и размеры, абстрактные тексты и длительное время звучfния композиций. Karmakanic часто сравнивают с классическими прогрессивными и симфоническими рок-группами, такими как Yes, Genesis, и Emerson, Lake & Palmer, но их музыка также включает в себя, хотя и в небольшой мере, черты (такие, как звучание синтезаторов и дисторшн), характерные для современного прогрессивного рока/метала, свойственные таким коллективам, как Ayreon, Dream Theater, Symphony X и The Flower Kings.
В разное время в группе участвовали несколько членов The Flower Kings разных лет — помимо самого Рейнгольда, это гитарист и вокалист Ройне Столт, клавишник Томас Бодин, барабанщики Золтан Чорс, Маркус Лиллеквист и Хайме Салазар. В записи альбома Transmutation 2025 года приняли участие многочисленные известные музыканты: 
В настоящее время Karmakanic сотрудничает с лейблом Inside Out Records.

## Участники группы
- Гёран Эдман — вокал
- Нильс Эриксон — вокал, клавишные
- Кристер Йонссон — гитары
- Йонас Рейнгольд — бас-гитара
- Лалле Ларссон — клавишные
- Морган Огрен — ударные

### Бывшие участники
- Золтан Чорс — ударные
- Маркус Лиллеквист — ударные
- Хайме Салазар — ударные
- Ройне Столт — гитара, вокал
- Томас Бодин — клавишные
- Роберт Энгстранд — клавишные

## Дискография

### Студийные альбомы
- 2002 – Entering the Spectra (Roadrunner Records[1])
- 2004 – Wheel of Life (The End[1])
- 2008 – Who's the Boss in the Factory? (CMA[1])
- 2011 – In a Perfect World (Inside Out[1])
- 2016 – Dot (Inside Out)
- 2025 – Transmutation (Inside Out)

### Концертные альбомы
- 2010 – The Power of Two (совместно с сайдпроектом Ройне Столта Agents of Mercy)
- 2014 – Live in the US